# Sara McManus
Sara McManus (13. december 1991 i Göteborg) er en svensk curlingspiller.
Under vinter-OL 2018 i Pyeongchang satte McManus den tredje sten for Sverige, og bidrog til, at Sverige tog guld.
Under vinter-OL 2022 i Beijing, tog hun bronze.